# Ihr Tore zu Zion

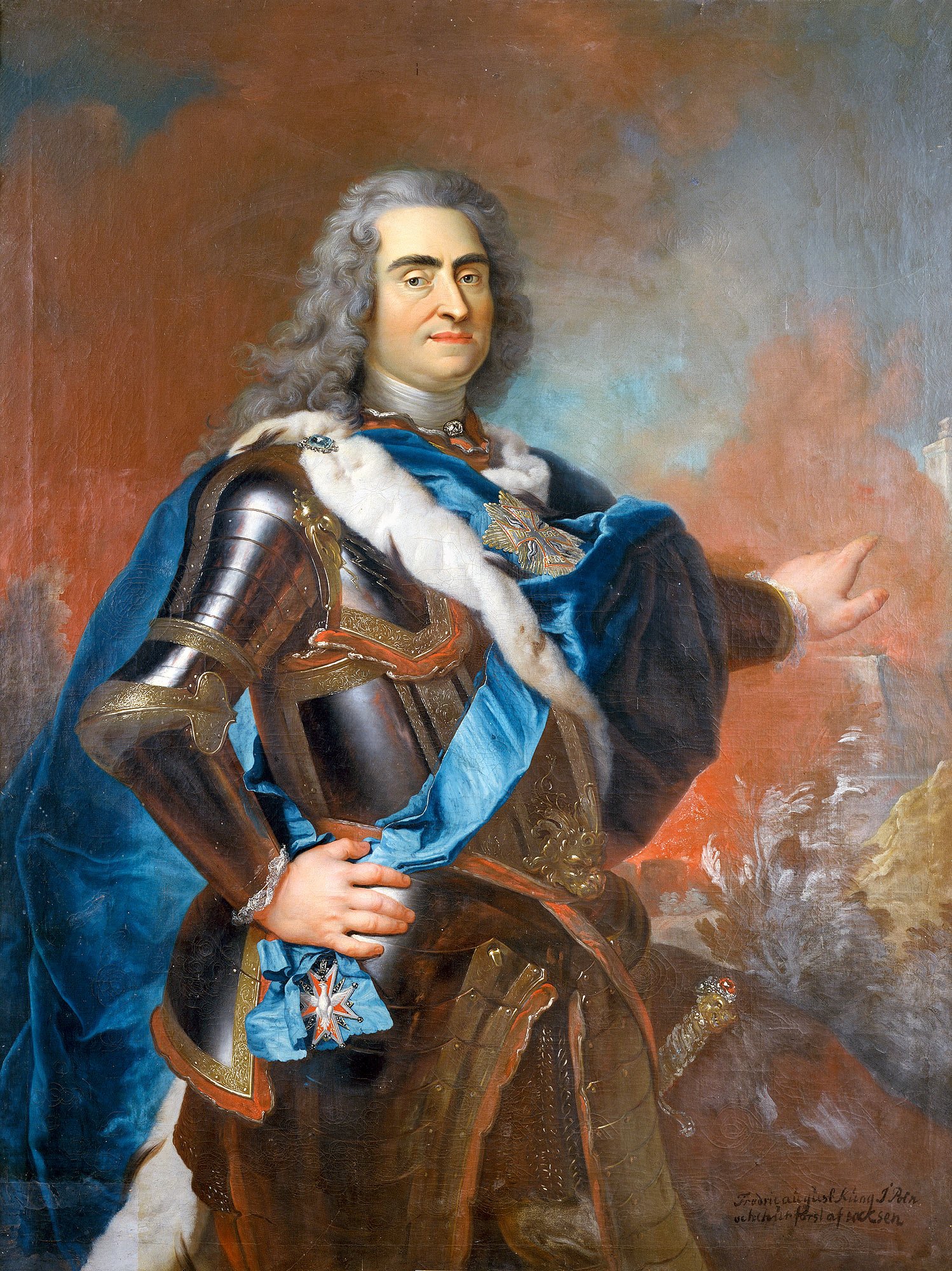
Auguste II de Pologne, peinture de Louis de Silvestre

Ihr Tore zu Zion (Vous, portes de Sion) (BWV 193) est une cantate sacrée de Johann Sebastian Bach. Elle est composée à Leipzig à l'occasion de l'inauguration du nouveau conseil municipal en 1727 et représentée en l'église Saint-Nicolas, probablement, le lundi 25 août 1727 pour la première fois. Une partie de la musique est perdue. C'est la parodie d'une cantate profane Ihr Häuser des Himmels, BWV 193a, de très peu antérieure.

## Histoire et livret
Bach compose la cantate pour le nouveau conseil municipal de la ville de Leipzig. Le texte, d'un poète inconnu, reprend des idées du Livre des psaumes, notamment chapitre 87, vers 2, « Le Seigneur aime les portes de Sion plus que toutes les demeures de Jacob » dans le premier mouvement et chapitre 121, vers 4 « Voici, celui qui garde Israël ne sommeille ni ne dort »  dans le deuxième mouvement. Il loue Dieu en tant que protecteur de la « Jérusalem de Leipzig ».
L'inauguration du conseil municipal nouvellement élu a lieu lors d'un service festif le lundi suivant la fête de saint Barthélémy le 24 août. Bach dirige la première représentation de la cantate le 25 août 1727.
Une partie de la musique, à savoir les mouvements 1, 3 et 5, est probablement une parodie musicale de la cantate Ihr Häuser des Himmels, BWV 193a, composée pour la fête d'August II le 3 août 1727, basée sur un texte en neuf parties de Picander. Selon Alfred Dürr, certaines parties des deux cantates peuvent reprendre des pièces antérieurs, peut-être composées à Köthen. Christoph Wolff suppose que Picander peut aussi avoir écrit le texte de la cantate sacrée.
Un mouvement du texte est perdu, un récitatif, ainsi qu'une partie de la musique. Une reconstitution a été faite en 1983  par Reinhold Kubik pour Helmuth Rilling. Ton Koopman a écrit une version pour son enregistrement de 1999, également à l'aide d'une voix de ténor et l'ajout de trois trompettes et timbales, pour obtenir la partition habituellement utilisée par Bach pour les occasions festives semblables.

## Instrumentation et structure
La cantate est orchestrée pour deux hautbois, deux violons, alto, basse continue et trois  solistes vocaux (soprano, alto, ténor) et chœur à quatre voix.
1. chœur : Ihr Tore (Pforten) zu Zion
2. récitatif (soprano) : Der Hüter Israel entschläft noch schlummert nicht
3. aria (soprano) : Gott, wir danken deiner Güte
4. récitatif (alto) : O Leipziger Jérusalem
5. aria (alto) : Sende, Herr, den Segen ein
6. récitatif pour ténor
7. chœur : Ihr Tore zu (Pforten) Sion